# Асфоделові
Асфоделові — до 2009 року родина (Asphodelaceae, Juss. 1789), нині підродина (Asphodeloideae, Burnett 1835) родини ксантореєвих (Xanthorrhoeaceae) однодольних рослин порядку холодкоцвіті (Asparagales).

## Систематика

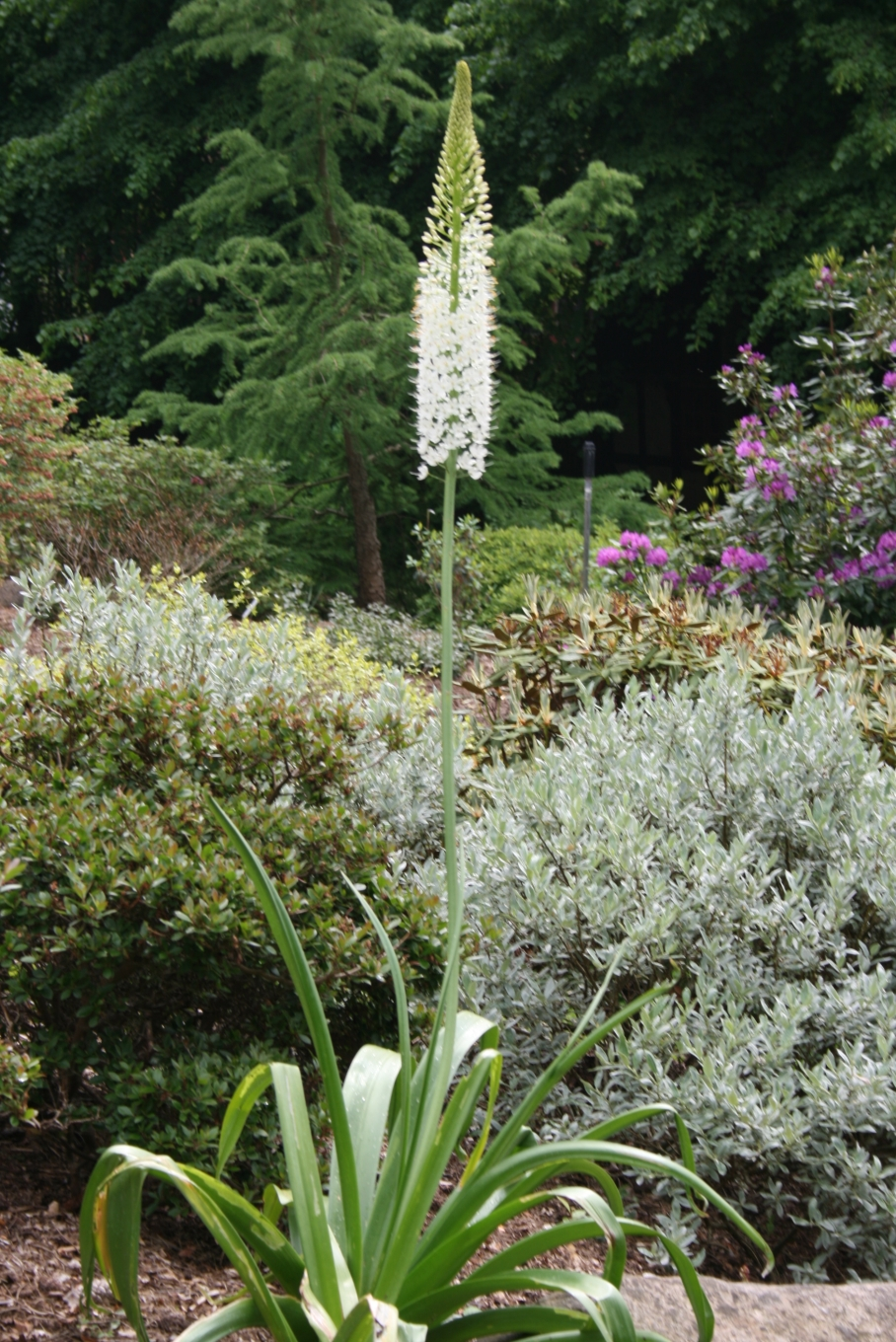
Eremurus himalaicus

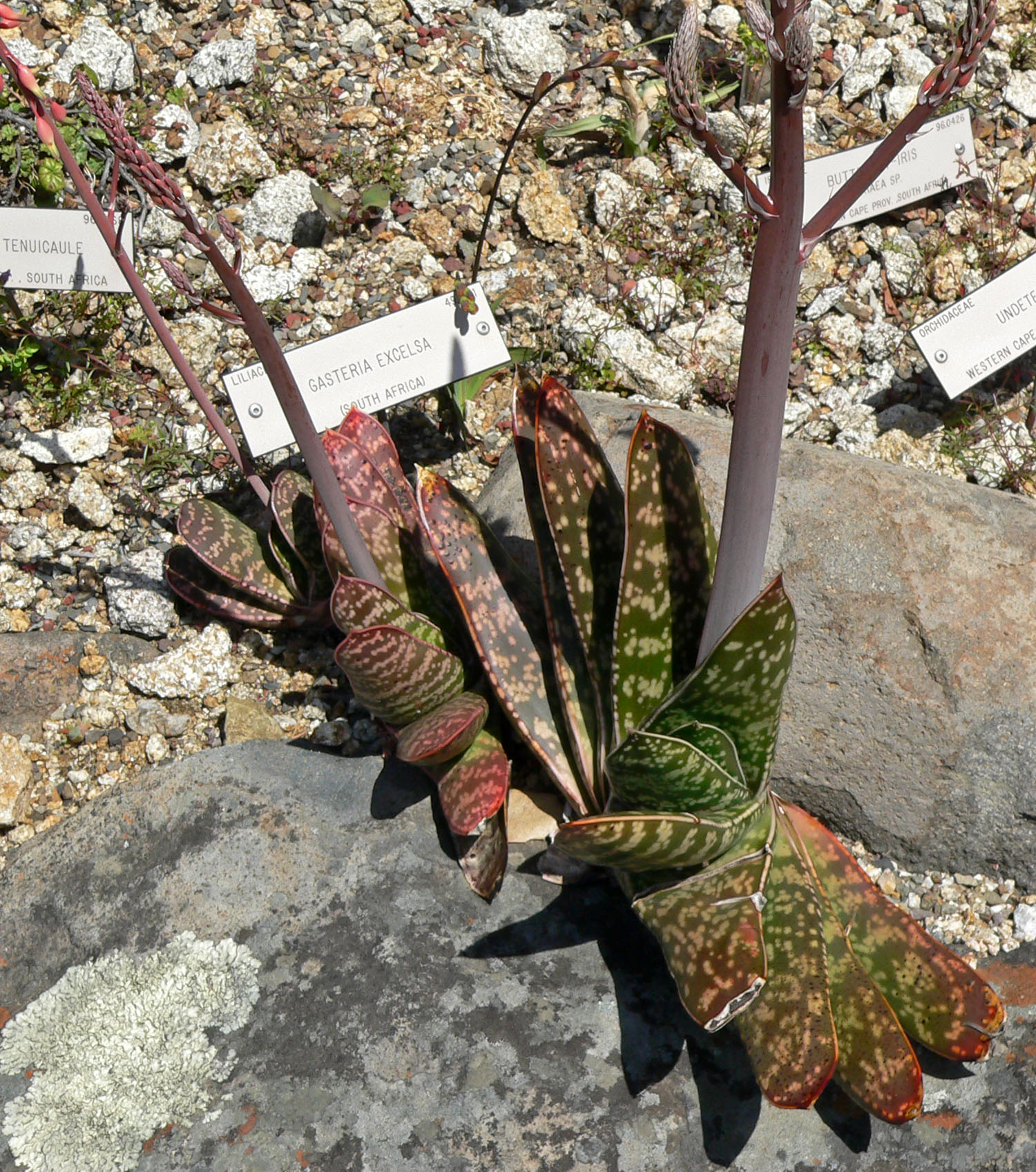
Gasteria excelsa

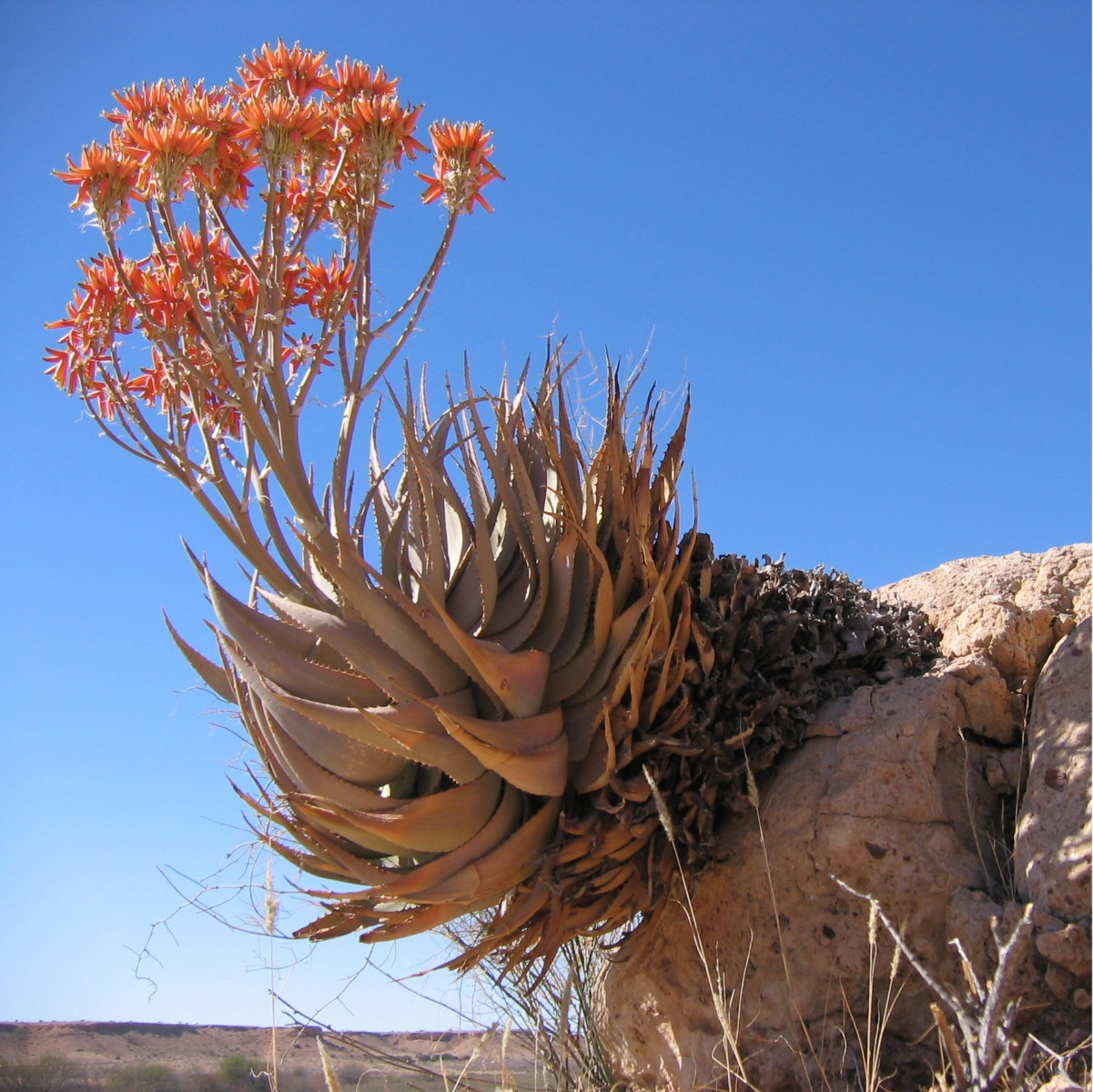
Aloe hereroensis

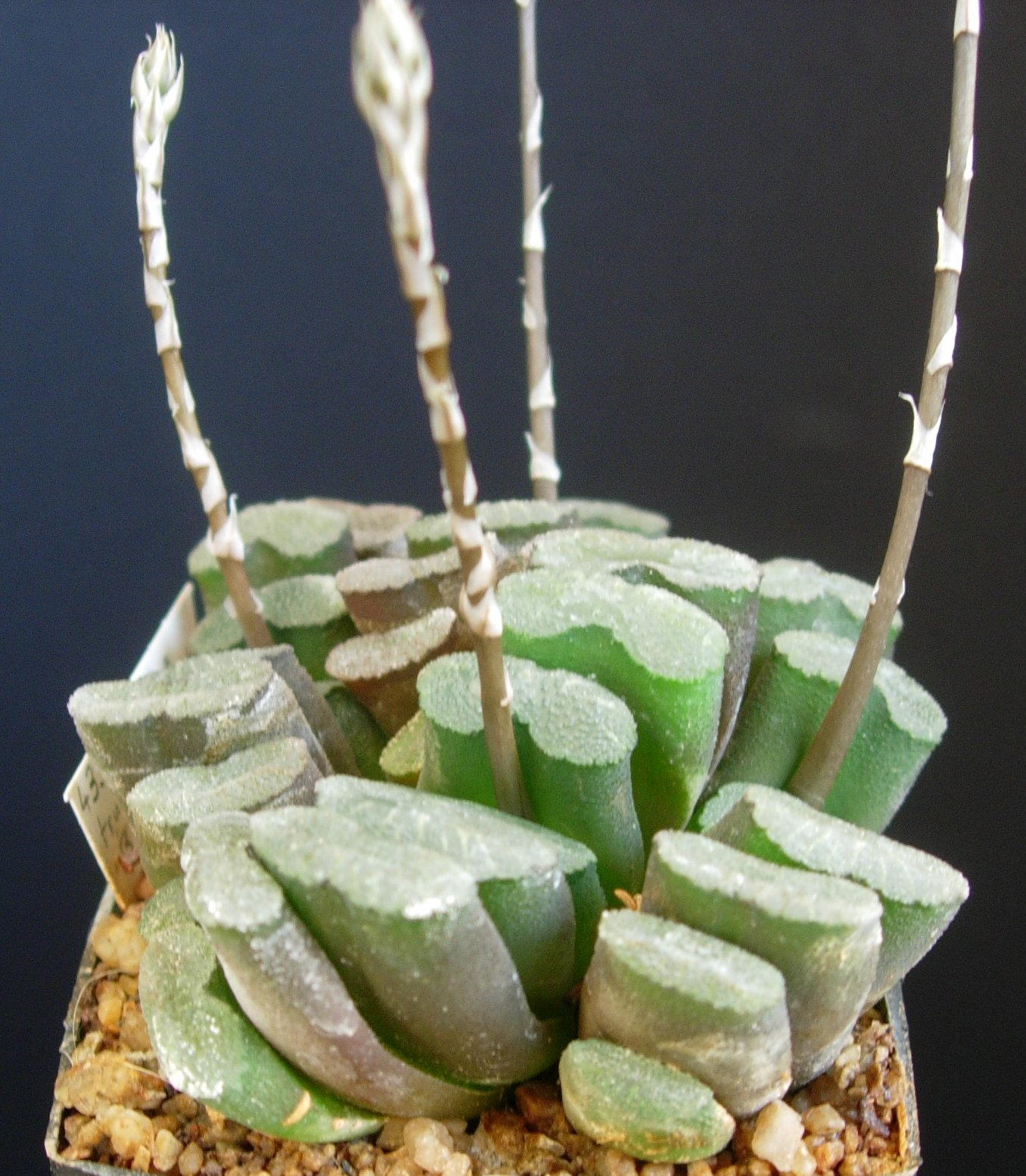
Haworthia truncata

Рослини з цієї родини різні систематики включали до родини лілійних (Liliaceae Juss.) або Aloeaceae. За систематикою, запропонованою А. Л. Тахтаджяном (1987), до родини асфоделевих належить близько 50 родів і понад 1 400 видів, з яких представники 15 родів і майже 500 видів належать до сукулентів. Це насамперед великі за об'ємом роди алое, гавортія, ґастерія тощо. До цієї ж групи належать і п'ять родів, які є міжродовими гібридами, такі як ґастролея та ґастергавортія.

## Поширення
Поширені переважно у Старому Світі, зустрічаються в Австралії та Новій Зеландії, але основна частина родів зосереджена у Південній Африці.
Зустрічаються в природних умовах і на території України. Три види: Золотень жовтий, Еремур показний, Еремур кримський занесені до Червоної книги України.

## Біологічна характеристика
Асфоделові багаторічні трави, чагарники, чагарнички, іноді дерева, які мають поверхневу кореневу систему. Зустрічаються листкові сукуленти з суцільними, більш-менш м'ясистими, стеблообгортними листками, зібраними в розетку. Квіти трубчасті, складаються з 6 пелюсток, зібраних по 3 у двох колах, 6 тичинок і однієї маточки, 3 плодолистиків — на високих квітконосах, зібрані в китиці. Квітконіжки — з оцвітинами, які мають вигляд папероподібних трикутних листочків білуватого, коричнюватого або зеленуватого кольору, з обов'язковою середньою лінією. Квітконіжки в процесі цвітіння і плодоношення здійснюють оберт майже на 180° відносно квітконоса. Плоди — сухі тригранні коробочки, які розтріскуються по швах.

## Догляд та утримання сукулентних форм асфоделевих
У культурі рослини невибагливі. Тримають їх на світлому місці, притінюють від прямого сонячного проміння. Найбільш тіньовитривалими рослинами є ґастерії, найсвітлолюбнішими — алое з сизо-зеленими або блакитнувато-зеленими листками. Землесуміш поживна, водопроникна, з домішками великозернистого піску, і керамзиту. В період спокою (в умовах України з жовтня по березень) тримають при температурі близько 15 °C і обмеженому поливі. Пересаджують рослини кожні 2-3 роки, тому що в період спокою в них відмирає значна частина кореневої системи. Висаджують у низькі широкі ємності, оскільки вони мають поверхневу кореневу систему.
Розмножують насінням і вегетативно — дочірніми розетками, відрізками стебла, окремі роди — листковими живцями.
У колекції Ботанічного саду імені академіка Олександра Фоміна станом на 2000 рік були представлені рослини родини асфоделових з 7 родів і майже 180 видів, різновидів, міжвидових і міжродових гібридів.